# P-61 Black Widow
De Northrop P-61 Black Widow is een Amerikaans tweemotorige nachtjager uit de tweede wereldoorlog. Het was het eerste operationele Amerikaanse vliegtuig dat ontworpen was als nachtjager en het eerste Amerikaanse vliegtuig dat specifiek als nachtjager ontworpen was.
Het vliegtuig is vernoemd naar de Noord-Amerikaanse Latrodectus mactans spin. Het tweemotorige toestel is gewapend met vier voorwaarts-vurende 20mm Hispano M2 snelvuurkanonnen, en vier .50 kaliber M2 Browning machinegeweren in een geschuttoren. De eerste vlucht van het model werd op 26 mei 1942 verwerkelijkt. De eerste productie-eenheden kwamen in oktober 1943 uit de fabriek.
Hoewel het toestel niet in dezelfde aantallen geproduceerd is als andere toestellen uit die tijd, werd het gebruikt door de United States Army Air Forces aan het Europese en Aziatische front tijdens de tweede wereldoorlog. Het verving oudere Britse nachtjagers die aangepast waren met een radar toen deze beschikbaar werden. Na de oorlog werd de P-61 omgedoopt tot de F-61. Het diende bij de United States Air Force als een langeafstandsonderscheppingsvliegtuig voor Air Defense Command tot 1948, en bij de Fifth Air Force tot 1950. Het laatste toestel in dienst van de Amerikaanse overheid werd uit dienst gehaald in 1954.
In de nacht van 14 augustus 1945, werd een Amerikaanse P-61B van het 548th Night Fighter Squadron genaamd Lady in the Dark gecrediteerd met de laatste geallieerde overwinning in de lucht voor V-J Day. De P-61 werd ook gebruikt als de basis voor het F-15 Reporter fotoverkenningsvliegtuig, dat eerst door de United States Army Air Forces en later door de United States Air Force werd gebruikt.